# Zjednoczona Partia Obywatelska
Zjednoczona Partia Obywatelska (biał. Аб'яднаная грамадзянская партыя, Abjadnanaja hramadzianskaja partyja, АГП, ros. Объединённая гражданская партия, Objedinionnaja grażdanskaja partija, OГП) – białoruska liberalno-demokratyczna i konserwatywna partia polityczna opozycyjna wobec Alaksandra Łukaszenki, założona w 1995.

## Historia
Partia została powołana do życia 1 października 1995 w wyniku fuzji założonej w 1990 Zjednoczonej Partii Demokratycznej oraz powstałej w 1994 Partii Obywatelskiej. Opowiedziała się za budową niezależnego państwa białoruskiego prowadzącego politykę w zgodzie ze swoim interesem narodowym, opartego na poszanowaniu praw człowieka i obywatela oraz przywiązanego do takich wartości jak wolny rynek i demokracja.
Partia była współzałożycielem utworzonej 9 stycznia 2011 roku Narodowej Koordynacyjnej Rady Opozycji, której zadaniem jest domagać się uwolnienia ludzi aresztowanych z przyczyn politycznych, informować obywateli Białorusi i wspólnotę międzynarodową, domagać się powrotu Białorusi na drogę prawa i demokracji, a także tworzyć warunki do przeprowadzenia w kraju wolnych i demokratycznych wyborów.

## Program
Partia jest zwolenniczką demokracji, praw człowieka oraz wolności obywatelskich (w tym wolności słowa), a także rządów prawa. Sprzeciwia się autorytaryzmowi i centralizmowi, opowiadając się za utworzeniem samorządu terytorialnego. W jej programie znajduje się postulat utworzenia armii zawodowej. W kwestiach gospodarczych partia domaga się poszanowania własności prywatnej oraz upowszechnienia gospodarki wolnorynkowej, w tym wolnego obrotu ziemią.

## Umiejscowienie na scenie politycznej
Partia od początku swego istnienia jest ugrupowaniem opozycyjnym wobec rządów Aleksandra Łukaszenki. Jej przedstawiciele zasiadają w Narodowym Komitecie Wykonawczym (rodzaj rządu konkurencyjnego dla obecnych władz Białorusi). Partia wzięła udział w wyborach do Rady Najwyższej XIII kadencji w 1995 uzyskując w nich 22 mandaty i tworząc Klub Parlamentarny Akcji Obywatelskiej. Ówczesny przewodniczący ZPO Hienadź Karpienka został wybrany wiceprzewodniczącym Rady Najwyższej. W 1996 partia poparła wniosek o impeachment prezydenta Łukaszenki. Od czasu rozwiązania Rady XIII kadencji (którą ZPO uznaje za jedyna legalną władzę ustawodawczą) partia nie bierze udziału w pracach parlamentu. Dwóch działaczy ZPO jest aktualnie więzionych przez reżim białoruski. Partia wchodzi w skład Zjednoczonych Sił Demokratycznych.

### Udział w wyborach
W wyborach lokalnych w 2003 partia obywatelska uzyskała 5 mandatów w radach miejskich. Wśród radnych znaleźli się Siarhiej Klimionak, Zinaida Milieszczanka, Ihar Kiekielieu, Jauhien Waliukiewicz i Aleksander Hałakcijonau. W 2010 partia zapowiedziała bojkot wyborów do terenowych rad deputowanych ludowych. W 2016 w wyborach do niższej izby parlamentu - Izby Reprezentantów partia zdobyła 1 mandat. Deputowaną tej partii została Hanna Kanapacka. Jest to pierwsza przedstawicielka opozycji w parlamencie Białorusi od 20 lat.

## Struktura
Partia posiada swoją organizację kobiecą oraz młodzieżową. Naczelnym organem ZPO jest zbierający się raz na dwa lata kongres. Między jego posiedzeniami pracami ugrupowania kieruje liczący 90 osób Komitet Krajowy. Honorowym przewodniczącym ugrupowania jest Stanisłau Bahdankiewicz. Na czele ZPO stoi Nikołaj Kozlov. Partia posiada 6 organizacji obwodowych (oraz oddział w Mińsku), a także 95 oddziałów regionalnych.

## Współpraca międzynarodowa
Ugrupowanie utrzymywało lub utrzymuje kontakty z Unią Wolności, Związkiem Ojczyzny, Reformami i Porządkiem, Sojuszem Sił Prawicowych, Związkiem Ojczyźnianym, Partią Konserwatywną oraz Europejską Partią Demokratyczną.